# 1998年澳門東湖海鮮酒家爆炸事件
1998年澳門東湖海鮮酒家爆炸事件發生於1998年8月22日下午，是澳門有紀錄以來首宗因為檢修石油氣喉管而導致的火災，並造成多人受傷。
事件中的維修技工在澳門東湖海鮮酒家的女廁內檢修氣體管道時不慎引起爆炸，女廁內的維修技工和一名清潔女工首當其衝，其後火勢蔓延至全店。消防隊到場後立即拖喉進入店內灌救，但期間臨街的玻璃幕牆因高溫碎裂並且塌下，碎片擊中地下兩名飯店職員和一名消防員，並刺穿一條正在火場灌救的消防喉，以致火場內的消防員須立即撤退。最後火警於三個多小時後被救熄，火警亦導致附近交通嚴重擠塞。
東湖海鮮酒家在火警中全層被毀，裝修後恢復營業至今。

## 事件經過
1998年8月22日下午3時許，一名維修技工在位於友誼大馬路257至259號東湖海鮮酒家二樓的女洗手間其中一個廁格內進行石油氣喉管定期檢修，當時除維修技工外還有一名清潔女工正在女廁進行清潔。技工在維修其中一條管道時懷疑沒有將其供氣掣關閉，維修期間喉管突然發生爆炸並噴出火球，維修技工立即在廁格的暗角處躲避，而噴出的火球和熱浪爆開廁格門，並湧向清潔女工，燒傷清潔女工臉部。及後維修技工和清潔女工從女廁跑出，通知店內食客和職員疏散，其中一名食客為休班消防員。其後火勢向電梯大堂和廚房蔓延，並引起多次爆炸。

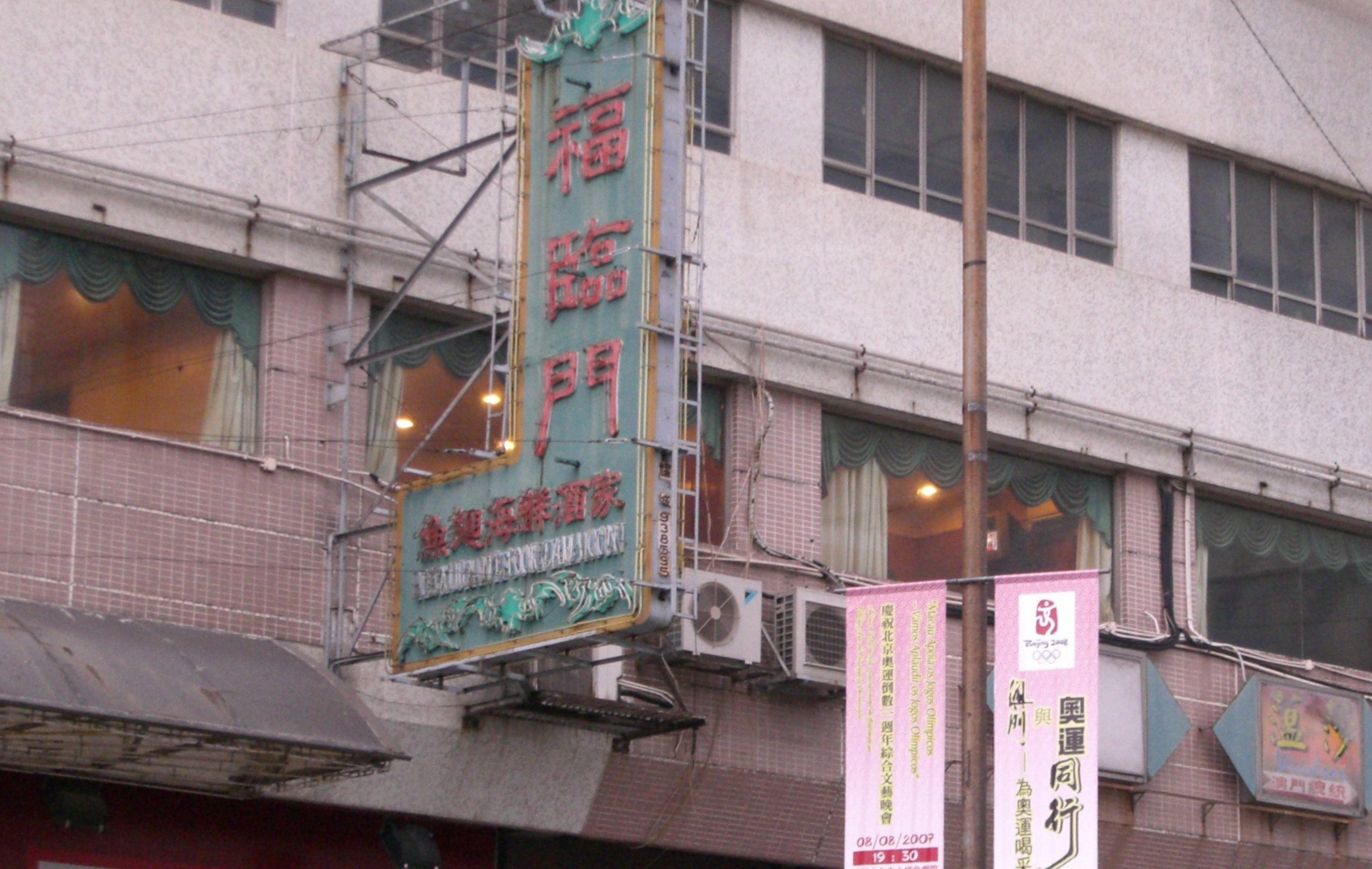
東湖海鮮酒家多以落地玻璃幕牆佈置

消防隊接報到場後，疏散樓上大廈住戶和隔鄰福臨門海鮮酒家的食客和職員，並分別從友誼大馬路和廣州街架起雲梯向火場射水，以及直接拖喉上樓灌救。期間在門面上的其中一塊玻璃幕牆因火場高溫而被逼爆碎裂，並墜落友誼大馬路，其中一塊約0.1平方米的碎片擊中地下兩名職工和一名消防員，三人當場昏迷，並由其他消防員即場抬走。而其中一塊更刺穿正在二樓火場灌救的消防喉，使消防喉在火場內不能出水，以致火場內的消防員須立即撤退。
由於火場面積大，而且大多窗戶均以落地玻璃幕牆密封，消防員在救火時都要盡可能遠離窗戶範圍，以防止玻璃幕牆碎落而被擊傷。而消防隊其後重新拖喉上樓灌救，期間火勢非常猛烈，消防員需打破全層的落地玻璃以便濃煙散逸及以防火場悶燒，最後火警於下午6時許被救熄。火警期間友誼大馬路往水塘方向的其中兩條行車線和廣州街往治安警察局的行車線需要封閉，使附近交通在黃昏期間嚴重受阻。

## 重修及復業
東湖海鮮酒家在火警中二樓全層被毁，洗手間、廚房、電梯大堂和部份廳堂毁於一旦，而靠近廣州街的廳堂亦嚴重燻黑，多塊落地玻璃亦被擊碎，店內受損的設施和海產等合共損失逾百萬澳門元。由於時值亞洲金融風暴後的復甦期，加上當時澳門治安動盪使澳門經濟陷於低潮，東湖海鮮酒家並未即時進行重新裝修。直至1999年中才開始復修，2000年初恢復營業。

## 同類事件
- 2011年澳門國際中心食店氣體爆炸事故
- 2018年澳門黑沙環百利新邨食店氣體爆炸事故 （包括同年10月於內港一食店發生的同類事故，被傳媒形容為7月百利新邨氣爆事故的翻版）

## 備註
1. ↑  當時友誼大馬路並未進行整治工程，故葡京彎的堵塞情況比平時較嚴重。
2. ↑  當時澳門正處於暴力浪潮的高峰期，有居民曾以為是次爆炸是因為炸彈造成。參見澳門博彩業及澳門連勝馬路連環爆炸事件。